# Ласице
Ласице (лат. Mustela) су род сисара из породице куна (Mustelidae).  Род обухвата 17 врста, од којих су познатије мала ласица (или риђа ласица), велика ласица (или хермелин) и дугорепа ласица. Ласице насељавају све континенте сем Антарктика и Аустралије. 

## Опис
Дужина тела ласица (Mustela) се креће од 17,3 до 21,7 центиметара, при чему су женке мање од мужјака. По правилу им је горњи део крзна риђ или смеђ, а трбух бео. Код неких врста, популације које су насељене на вишим надморским висинама, зими се лињају, након чега остају прекривене белим крзном. Имају дугуљаста витка тела, која им омогућују праћење плена у јазбинама. Репови су им дуги од 3,4 до 5,2 центиметра.
Ласице се хране мањим сисарима, а некад су сматране штеточинама, јер су неке врсте убијале живину и домаће зечеве. Са друге стране оне лове и убијају велики број глодара (који су штеточине).

## Врсте
Врсте из рода ласица (Mustela):
- Амазонска ласица
 (Mustela africana)
- Планинска ласица или солонгој

- Велика ласица или хермелин

- Степски твор

- Колумбијска ласица

- Дугорепа ласица

- Јапанска ласица или итатси

- Жутотрба ласица или индијски солонгој

- Европска видрица (или европски нерц, европски визон)

- Индонезијска планинска ласица

- Црноноги твор

- Мала ласица или риђа ласица

- Малезијска ласица

- Твор

- Сибирска ласица

- Пругаста ласица

- Египатска ласица


Америчка видрица (или амерички нерц, амерички визон) и изумрла морска видрица (или морски нерц, морски визон) су укључиване у род ласица (Mustela) све до 1999. под именима Mustela vison и Mustela macrodon, када су сврстане у посебан род Neovison.